# Christopher Misiano
Christopher Misiano est un réalisateur et producteur de télévision américain. Il est principalement connu pour avoir participé à des séries télévisées comme Urgences et À la Maison-Blanche.

## Filmographie

### À la télévision
- 1998–2008 : Urgences (E.R.)
- 1999–2006 : À la Maison-Blanche (The West Wing)

### Articles annexes
- À la Maison-Blanche
- Urgences